# Taylorsville (Georgia)
Taylorsville – miasto w Stanach Zjednoczonych, w stanie Georgia, w hrabstwie Bartow.